# Jean Richer
Jean Richer, född 1630, död 1696 i Paris, var en fransk astronom.
Richer var ledamot av Franska vetenskapsakademien och ledde på uppdrag av denna 1671–73 en vetenskaplig expedition till Cayenne för att utföra observationer i och för bestämmande av solparallaxen. Det ur dessa observationer härledda värdet på solens avstånd övergick i noggrannhet vida alla föregående bestämningar och förblev under ett helt århundrade det allmänt antagna.
Under den nämnda resan gjorde för övrigt Richer genom sina pendelobservationer den viktiga upptäckten, att tyngdkraftens intensitet avtar från polerna till ekvatorn. Dessa undersökningar är nedlagda i hans arbete Observations astronomiques et physiques faites en l'isle de Cayenne (1679).